# Theragra finnmarchica
Theragra finnmarchica és una espècie de peix pertanyent a la família dels gàdids.

## Descripció
- Pot arribar a fer 50 cm de llargària màxima.
- És de color blau al dors, el qual esdevé, de forma gradual, blanc argentat pàl·lid a la zona ventral. Presenta taques al dors.
- Aletes dorsals força separades.[6][7]

## Hàbitat
És un peix d'aigua marina, bentopelàgic i de clima polar (72°N-69°N, 21°E-32°E).

## Distribució geogràfica
Es troba a l'Atlàntic nord-oriental: els extrems septentrionals de Noruega i Rússia al mar de Barentsz.

## Observacions
És inofensiu per als humans.